# M hachi-jū nana
M hachi-jū nana (jap. M八七) – dwunasty singel japońskiego piosenkarza Kenshiego Yonezu, wydany w Japonii 18 maja 2022 roku przez SME Records. Osiągnął 1 pozycję w rankingu Oricon i pozostał na liście przez 11 tygodni. Został wydany w czterech edycjach: jednej regularnej, dwóch limitowanych („Ultra-ban” i „Eizō-ban”) oraz jednej analogowej.
Singel zdobył status platynowej płyty, a także złoty za sprzedaż cyfrową tytułowej piosenki.
Utwór „M hachi-jū nana” został wykorzystany jako piosenka przewodnia filmu Shin Ultraman.

## Lista utworów
Wszystkie utwory zostały napisane i skomponowane przez Kenshiego Yonezu. 
| CD | CD                             | CD                        | CD      |
| Nr | Tytuł utworu                   | Aranżacja                 | Długość |
| -- | ------------------------------ | ------------------------- | ------- |
| 1. | „M hachi-jū nana” (jap. M八七) | Kenshi Yonezu, Yūta Bandō | 4:23    |
| 2. | „POP SONG”                     | Kenshi Yonezu, Yūta Bandō | 3:19    |
| 3. | „ETA”                          | Kenshi Yonezu             | 4:47    |

| DVD | DVD                                     | DVD     |
| Nr  | Tytuł utworu                            | Długość |
| --- | --------------------------------------- | ------- |
| 1.  | „POP SONG” (Music Video)                |         |
| 2.  | „POP SONG” (Music Video (Sound Effect)) |         |
| 3.  | „POP SONG” (8bit Teaser)                |         |
| 4.  | „Pale Blue” (Music Video)               |         |
| 5.  | „Shinigami” (jap. 死神) (Music Video)   |         |

## Notowania
| Lista                             | Pozycja               |
| --------------------------------- | --------------------- |
| Oricon Weekly Singles Chart       | 1                     |
| Billboard Japan Hot 100           | 1 („M hachi-jū nana”) |
| Billboard Japan Hot 100           | 2 („POP SONG”)        |
| Billboard Japan Hot 100           | 75 („ETA”)            |
| Billboard Japan Hot Singles Sales | 2                     |

## Sprzedaż
| Dane wg         | Sprzedaż |
| --------------- | -------- |
| Oricon          | 255 252+ |
| Billboard Japan | 268 056+ |